# Làn sóng Đài Loan
Làn sóng Đài Loan hay Đài lưu (tiếng Nhật: 台流), hay còn gọi đầy đủ là làn sóng văn hóa Đài Loan, là tên gọi bắt nguồn từ Nhật Bản để chỉ sự lan toả văn hoá đại chúng Đài Loan tại đây (bao gồm: diễn viên, phim truyền hình, âm nhạc, thời trang, phim điện ảnh) và để phân biệt với làn sóng Hàn Quốc song song tồn tại ở quốc gia này. Nhiều bộ phim, bài hát cũng như các diễn viên, ca sĩ, nhóm nhạc thần tượng của Đài Loan đã và đang trở nên nổi tiếng khắp Đông Á và Đông Nam Á.

## Lịch sử
Bên cạnh thành công ban đầu của làn sóng Hallyu tại Đông Á vào đầu thế kỷ 21, còn có một sự phát triển đáng chú ý không hề kém cạnh ở những sản phẩm văn hoá nhập khẩu đến từ Đài Loan, quốc gia mà cũng giống như Hàn Quốc khi là một trong Bốn con hổ châu Á. Sự lan toả làn sóng văn hoá đại chúng Đài Loan xảy ra sớm hơn một chút, trước khi làn sóng Hallyu được biết đến ở châu Á. Năm 2001, bộ phim truyền hình Đài Loan "Vườn sao băng" được phát sóng và đã nhanh chóng thu hút khán giả từ khắp nơi trong khu vực. Nó trở thành bộ phim được theo dõi nhiều nhất trong lịch sử truyền hình Philippines, tập trung hơn 10 triệu người xem mỗi ngày chỉ tính riêng ở thủ đô Manila, đưa các nam chính của nhóm nhạc Đài Loan F4 trở nên nổi tiếng chỉ sau một đêm. Sự phổ biến của F4 lan rộng khắp châu Á, bao gồm Trung Quốc, Hồng Kông, Singapore, Malaysia, Thái Lan, Indonesia, Nhật Bản, Hàn Quốc, Việt Nam và Philippines. Sau thành công của họ, nhiều nhóm nhạc nam khác của xứ Đài cũng nổi lên cùng thời gian đó như 5566, 183 Club và Phi Luân Hải. Năm 2002, một phóng viên của đài BBC miêu tả các thành viên của F4 từ những diễn viên vô danh trước đó đã "tạo nên làn sóng hâm mộ cuồng nhiệt khắp châu Á" như một hệ quả tất yếu sau thành công của "Vườn sao băng". Sự phổ biến của "Vườn sao băng" (được chuyển thể từ bộ truyện tranh Nhật Bản "Con nhà giàu") có thể là do hai yếu tố sau đây:
- Sự đồng cảm của khán giả với điểm nhấn riêng trong việc thăng tiến cảm xúc cùng nhân vật chính.
- Sự chú trọng rõ rệt tới ham muốn gần gũi ân ái của phụ nữ - Khởi nguồn từ những tình tiết kịch theo khuôn mẫu đánh trúng tâm lý phụ nữ, "Vườn sao băng" quảng bá sự hấp dẫn, quyến rũ của các nam diễn viên (do nhóm nhạc thần tượng F4 thủ vai), đem đến cho phụ nữ một sự tự do nhất định trong việc biểu đạt tình yêu rạo rực.

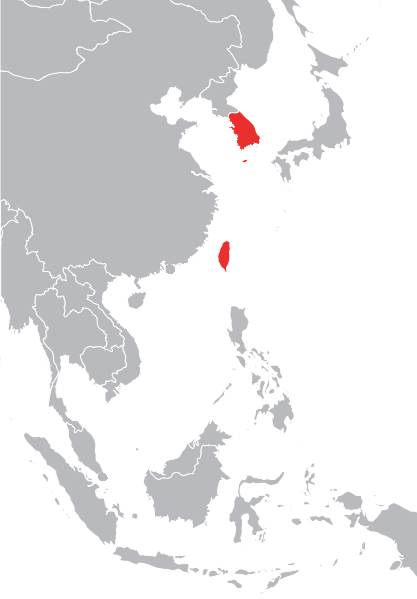
Bốn con rồng châu Á, bao gồm Hàn Quốc và Đài Loan (màu đỏ)

Như một hệ quả tất yếu sau thành công của "Vườn sao băng", phần tiếp theo của nó "Vườn sao băng II" dần dần được phát sóng ở nhiều quốc gia châu Á, trước khi nguồn nguyên liệu này lần lượt sau đó được chuyển thể bởi các đài truyền hình ở Nhật Bản, Hàn Quốc và Trung Quốc. Phiên bản của đài KBS Hàn Quốc được đổi tên thành "Boys Over Flowers" dựa trên một bộ truyện tranh cùng tên của Nhật Bản lâu đời trước đó.

Poster hình thành viên Ngô Tôn của nhóm nhạc Phi Luân Hải, treo trong Phòng phát hành, thuộc tòa soạn Báo Sinh Viên Việt Nam - Hoa Học Trò

Năm 2002, bộ phim truyền hình "Bản tình ca mùa đông" trở thành sản phẩm đầu tiên cùng thể loại của Hàn Quốc bắt kịp với thành công của "Vườn sao băng", thu hút các tín đồ hâm mộ ở châu Á với doanh thu của các sản phẩm liên quan đến Bản tình ca mùa đông như những bộ DVD và các cuốn tiểu thuyết vượt mốc 3,5 triệu đô la Mỹ tại Nhật Bản.
Kể từ năm 2002, xu hướng chương trình trên truyền hình tại Đông Nam Á bắt đầu trải qua một sự thay đổi mạnh mẽ khi phim truyền hình Hàn Quốc và Đài Loan lấp đầy khoảng trống ở khung giờ vàng vốn dành cho các bộ phim Hollywood trong suốt thời gian đầu. Mặc dù phim truyền hình Hàn dần dần lấn át những sản phẩm cùng thể loại đến từ Đài Loan nhưng phần lớn người hâm mộ châu Á vẫn quan tâm chủ yếu đến các nhóm nhạc Đài như F4, S.H.E và Phi Luân Hải. Sự đột phá của K-pop chỉ bắt đầu với sự ra mắt của TVXQ và Super Junior mà sau này cả hai nhóm đã được BBC ca ngợi là những cái tên quen thuộc trong khu vực.
Cho đến cuối những năm 2000, nhiều nhóm nhạc Đài Loan không còn bắt kịp được với các đối thủ K-pop nữa. Dẫu rằng một số nhóm nhạc Đài như F4 và Phi Luân Hải vẫn tiếp tục duy trì một lượng người hâm mộ tuy nhỏ mà trung thành ở châu Á, nhưng giới trẻ từ khắp nơi trên thế giới đã nhanh chóng tiếp nhận các nhóm nhạc K-pop như Big Bang và Super Junior, mà cả hai nhóm này đã và đang thu hút một lượng fan khổng lồ đến từ Nam Mỹ, nhiều khu vực của Đông Âu, vùng Trung Đông, cho tới một lượng người hâm mộ nhỏ hơn ở phương Tây (đặc biệt là trong cộng đồng người nhập cư gốc Á, Trung Đông, gốc Phi hay Đông Âu).

## Đặc trưng
Vào những năm 2001-2008, nền giải trí Đài Loan đã làm mưa làm gió tại thị trường châu Á với một series các "ngôi sao": Châu Kiệt Luân, Vương Lực Hoành, S.H.E, F4,... và dòng nhạc C-pop cực điển hình. Bản sắc, đặc trưng là những đặc điểm riêng, cá tính riêng dùng để phân biệt cá thể này với những cá thể khác. Đặc trưng của nền giải trí Đài Loan đã lớn mạnh đến mức nó từng được sử dụng như bản sắc chung của những nước hát tiếng Hoa.

## Tại Nhật Bản
Dựa trên các trang web tiếng Anh viết về K-pop khiến người hâm mộ phương Tây thấy được sự nổi tiếng của K-pop tại Nhật Bản, nhưng chưa có bài viết nào nói rằng K-pop chỉ là một trong hai xu hướng phổ biến trên đất nước mặt trời mọc. Còn một xu hướng khác, tất nhiên đó là nhạc pop Đài Loan. Có hẳn một từ dành cho xu hướng này tại Nhật Bản gọi là 台流 (Đài lưu; người Nhật đọc là Tairyu), có nghĩa là dòng văn hóa đại chúng Đài Loan tại Nhật Bản. Xu hướng này đã được phổ biến tại Nhật một thời gian với những bộ "phim thần tượng" Đài Loan như "Vườn sao băng", "Thơ Ngây", "Hoa dạng thiếu niên thiếu nữ", "Lửa bóng rổ", và gần đây là "Trạm kế tiếp hạnh phúc" đã tạo nên cơn sốt tại Nhật Bản, trong khi các nghệ sĩ Nhật như Gackt thường xuyên tới Đài Loan để thư giãn.

Sổ tay sưu tầm hình ảnh về nam ca sĩ, diễn viên Châu Du Dân - thành viên nhóm nhạc F4

Ngày 20 tháng 5 năm 2008, đĩa đơn tiếng Nhật "Stay With You" của nhóm nhạc thần tượng Đài Loan Phi Luân Hải chính thức được phát hành tại xứ sở hoa anh đào, ngay lập tức leo lên vị trí 14 trong bảng xếp hạng. Đĩa đơn đã mang thêm về cho Phi Luân Hải một lượng người hâm mộ khổng lồ tại đây. Trước đó, những bộ phim truyền hình thần tượng như "Chung cực nhất ban", "Hoa dạng thiếu niên thiếu nữ" của các thành viên trong nhóm đã được khán giả Nhật Bản biết đến khi phát sóng ở đây và fan club chính thức của nhóm tại Nhật cũng được thành lập với sự tham gia của đông đảo fan hâm mộ, chứng tỏ mức độ yêu thích Phi Luân Hải ở đây là không hề nhỏ.
Hiện tại, nam ca sĩ Đài Loan La Chí Tường được coi là đang dẫn đầu làn sóng Đài Loan tại Nhật Bản. Ngày 15 tháng 2 năm 2012, anh đã thực hiện một bước đột phá mới trong sự nghiệp âm nhạc của mình khi tấn công vào thị trường Nhật Bản với việc phát hành single đầu tiên "Dante". Đĩa đơn ngay lập tức leo lên vị trí số 10 trên bảng xếp hạng Oricon trong tuần đầu tiên phát hành. Anh là ca sĩ Đài Loan thứ hai có bài hát xuất hiện trên Oricon trong vòng 25 năm qua sau ca sĩ Đặng Lệ Quân, đồng thời cũng là nam ca sĩ Đài đầu tiên có tên trong Top 10 của bảng xếp hạng này. Các phương tiện truyền thông Nhật Bản thậm chí còn ca ngợi anh là phiên bản Đài Loan của thần tượng Nhật Bản Yamashita Tomohisa.

## Tại Trung Quốc đại lục
Làn sóng văn hoá đại chúng Đài Loan tràn sang Trung Quốc bao gồm các ca sĩ nhạc pop, talk show, chương trình truyền hình tạp kĩ và những bộ phim truyền hình.
Có đến hàng triệu người dân Trung Quốc đại lục theo dõi những chương trình truyền hình nổi tiếng của Đài Loan, nhưng họ không xem trên TV mà thoải mái thường thức trên Internet hay các DVD sao chép lậu bán tràn lan ở đại lục. Trên thực tế, các chương trình truyền hình của Đài Loan không được chính quyền Trung Quốc cho phép phát sóng ở đại lục do bị coi là không thích hợp. Ví dụ, một chương trình được xem nhiều nhất vào năm 2012 là cuộc trò chuyện tâm tình của ca sĩ Đài Loan FanFan, nhưng chắc chắn một điều là nó không chính thức xuất hiện trên truyền hình Trung Quốc.
Chính quyền Trung Quốc cấm tiệt mọi loại chương trình truyền hình của Đài Loan. Chính quyền Bắc Kinh không muốn người dân Trung Quốc bị tiêm nhiễm văn hóa Đài Loan bất chấp mối quan hệ ngoại giao giữa hai cơ cấu chính quyền được cải thiện trong những năm gần đây và văn hóa Đài Loan đang là hiện tượng gây sốt ở đại lục. Nhưng, hiện nay Đài Loan đang cố gắng xoa dịu những mối lo ngại của Bắc Kinh. Ví dụ nhiều bài hát nổi tiếng của Đài Loan được phát sóng trên Đài Phát thanh Trung Quốc.
Nhiều chương trình truyền hình quy mô ở Trung Quốc - như chương trình mừng năm mới vừa qua - sẽ không thể hấp dẫn nếu thiếu đi sự xuất hiện của các nghệ sĩ Đài Loan. Mặc dù quá nhỏ bé so với Trung Quốc đại lục, song Đài Loan có nền văn hóa đại chúng được đánh giá cao bởi người Hoa trên khắp thế giới, kể cả ở đại lục trong những thập niên quan hệ căng thẳng trước đây.

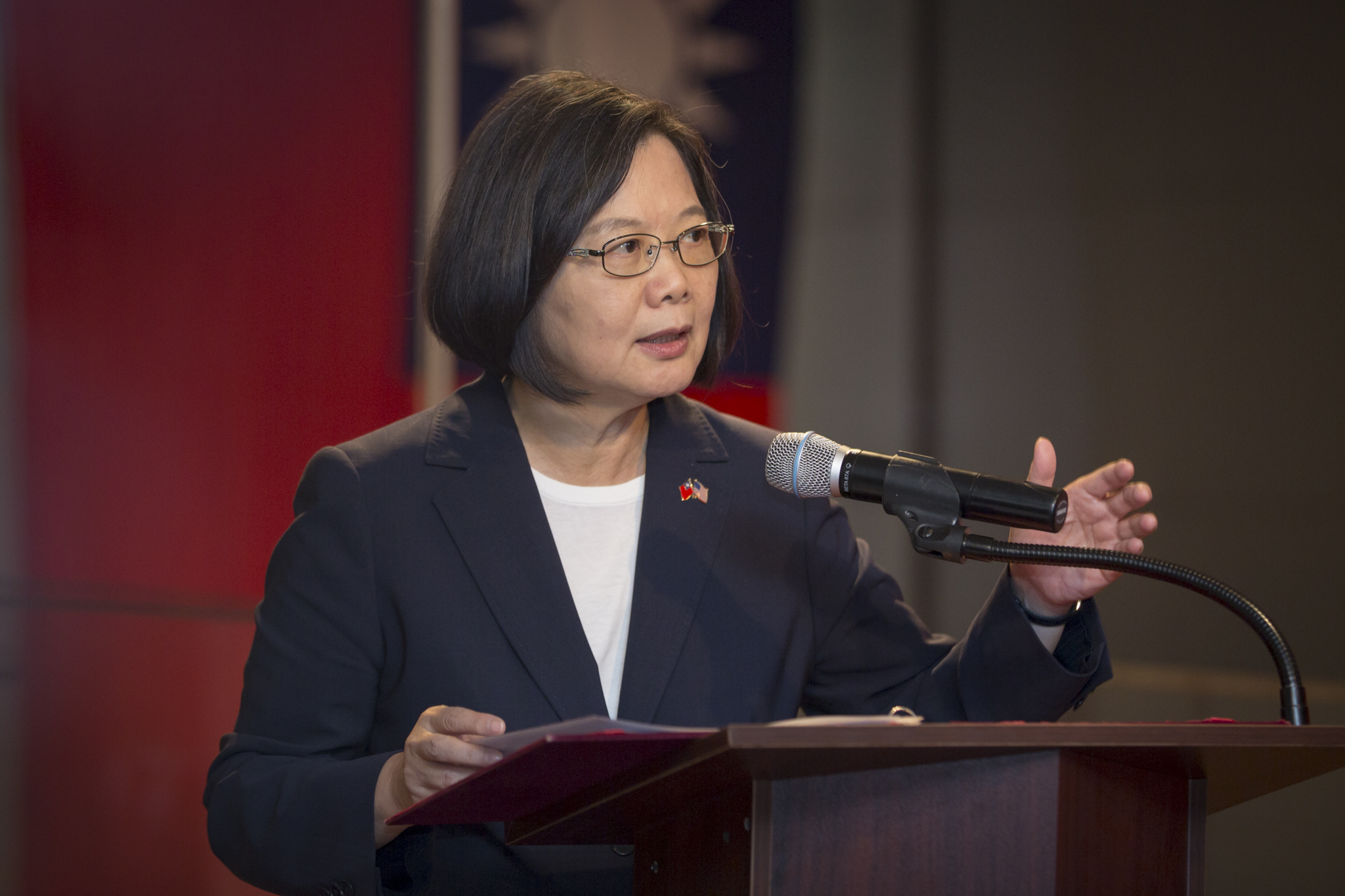
Tại buổi lễ thành lập Viện Nội dung Văn hóa (TAICCA) vào ngày 8 tháng 11 năm 2019, Tổng thống Đài Loan Thái Anh Văn cho rằng "làn sóng văn hóa Đài Loan sẽ đưa cả thế giới bừng lên" và Văn Sách Viện sẽ tạo nên cầu nối giữa chính phủ và khu vực tư nhân, hỗ trợ sáng tạo, khuyến khích phát triển văn hóa cũng như giúp cả thế giới biết đến nội dung sáng tạo của Đài Loan.

Vào thập niên 1980, nữ ca sĩ Đài Loan Đặng Lệ Quân nổi tiếng đến mức chính quyền Trung Quốc cấm nghe nhạc của cô nhưng cuối cùng vẫn không ngăn được sự ái mộ cuồng nhiệt của người Hoa trên khắp thế giới đối với giọng ca này. Đặng Lệ Quân được coi là một diva của châu Á. Năm 1986, tạp chí Time của Mỹ bình chọn Đặng Lệ Quân vào Top 10 ca sĩ nổi tiếng nhất thế giới và Top 7 ca sĩ của năm.
Trong thời gian qua, chỉ có vài bộ phim điện ảnh Đài Loan được phép chiếu trong các rạp ở Trung Quốc nhưng các chương trình truyền hình Đài Loan vẫn bị coi là chương trình nước ngoài cho dù được nói bằng tiếng Hoa phổ thông (Quan thoại). Không chỉ ở lĩnh vực âm nhạc và truyền hình, mà cả ngành xuất bản cũng vậy - các nhà xuất bản và tác giả Đài Loan đang cố gắng đấu tranh để bán hay in sách của họ ở Trung Quốc.
Văn hóa đại chúng Đài Loan không được phê chuẩn chính thức ở Trung Quốc dẫn đến tình trạng vi phạm bản quyền và thất thu tài chính. Ví dụ, các ca sĩ Đài Loan nổi tiếng bị ảnh hưởng túi tiền do âm nhạc của họ phổ biến ở đại lục qua các DVD sao chép lậu hay được tải xuống từ Internet. Gần đây, Bộ trưởng Văn hóa Đài Loan - Long Ứng Đài - tuyên bố bà muốn tăng cường hơn nữa sự trao đổi văn hóa giữa Đài Loan và Trung Quốc.
Long Ứng Đài ước tính có hơn 1 triệu bản sao chép tác phẩm bán chạy nhất của bà nhan đề "Đại Hà, Đại Hải" (Big River, Big Sea) để bán ngoài thị trường đen ở Trung Quốc. Cuốn sách kể về câu chuyện người Trung Quốc vượt biên từ đại lục đến Đài Loan vào năm 1949. Bà Long nhận định sự trao đổi văn hóa cũng là một con đường xây dựng hòa bình: "Thử nhìn vào gương của những quốc gia như Đức, Ba Lan hay Pháp sẽ thấy họ đã làm gì sau Thế chiến thứ hai. Đó là họ quảng bá trao đổi văn hóa với những quốc gia từng là kẻ thù của họ. Mục đích của họ là gì? Đó là xây dựng hòa bình, mà chỉ có trao đổi văn hóa mới làm được điều đó".
Cũng có thời gian chính quyền Đài Loan siết chặt nhập khẩu văn hóa Trung Quốc, chỉ cho phép công chiếu 10 phim điện ảnh của đại lục mỗi năm. Đài Loan cũng hạn chế các chương trình quảng cáo của Trung Quốc trên các phương tiện truyền thông ở địa phương cũng như cấm tiệt các chương trình truyền hình Trung Quốc do nội dung nhạy cảm về chính trị. Ví dụ, một bộ phim về cuộc Cách mạng Tân Hợi - dẫn đến sự lật đổ hoàng đế cuối cùng của Trung Hoa ngày xưa - không được phép phổ biến ở Đài Loan. Từ khi mối quan hệ giữa hai chính quyền được cải thiện vào năm 2008, sự trao đổi văn hóa bắt đầu tiến triển, với sự đóng góp của các tầng lớp sinh viên, học giả và nghệ sĩ.
Đài Loan cũng đề nghị những nghệ sĩ nổi tiếng ở Trung Quốc tham gia tranh giải Kim Mã (Golden Horse) danh giá của nơi này - được đánh giá là giải Oscar cho những phim nói tiếng Hoa - lần đầu tiên vào tháng 11 năm 2012 bất chấp còn đó những mối lo ngại.

## Tại Hàn Quốc
Làn sóng phim thần tượng Đài Loan lan đến Hàn Quốc từ khi đài truyền hình MBC trình chiếu bộ phim "Vườn sao băng". Kể từ đó, phim truyền hình Hàn Quốc bắt đầu bị “bắt nạt” ngay trên sân nhà. Sau đó không lâu, bộ phim thần tượng “Thơ Ngây” được chiếu trên kênh truyền hình SBS Dramaplus, khán giả đánh giá cao nên cũng đã thu hút khá nhiều fan hâm mộ. Kế đến là đài KBS cũng cho phát sóng bộ phim “Hoa dạng thiếu niên thiếu nữ” đã giành được rất nhiều sự quan tâm của người xem đài. Thống kê cho thấy tỷ lệ người xem đài của những bộ phim này là từ 1 - 2%, so với những phim truyền hình nước ngoài do các đài truyền hình hữu tuyến phát sóng thì tỷ lệ này khá cao. Tuy nhiên, tỷ lệ này nếu tính trên thực tế thì cao hơn rất nhiều, vì đại đa số đều đã được theo dõi thông qua Internet hoặc DVD.
Dưới cơn sốt này, ở Hàn Quốc đã hình thành nên khá nhiều các câu lạc bộ fan (FC) trên mạng. Số lượng fan tham gia FC của nam diễn viên Ngôn Thừa Húc, một thành viên của nhóm F4 đã lên tới con số hơn 30.000. FC của hai nam diễn viên chính trong bộ phim “Hoa dạng thiếu niên thiếu nữ” là Ngô Tôn và Uông Đông Thành (hai thành viên trong nhóm nhạc Phi Luân Hải) cũng chính thức hoạt động. Các thành viên lúc tích cực tham gia các hoạt động của hội này đạt tới 7.300 người, còn nếu tính các thành viên không thường xuyên tham gia các hoạt động thì vượt mức hơn 10.000 fan.

Bộ sưu tập hình dán nhóm nhạc Bổng Bổng Đường (Lollipop) của người hâm mộ tại Việt Nam

Nguyên nhân khiến người xem đài thích các bộ phim truyền hình này là, có rất nhiều phim đều chuyển thể từ những bộ manga nổi tiếng của Nhật Bản mà cũng rất được người dân Hàn Quốc yêu thích. Bộ phim "Vườn sao băng" được phát sóng ở Hàn Quốc cũng đã chuyển thể từ bộ truyện manga nổi tiếng của Nhật “Hana Yori Dango” (Con nhà giàu), “Thơ Ngây” chuyển thể từ “Itazura na Kiss”, “Hoa dạng thiếu niên thiếu nữ” chuyển thể từ “Hana-Kimi”... Cũng như Đài Loan, những bộ manga nổi tiếng cũng được chuyển thể thành phim ở Nhật Bản. Do đó, việc so sánh đồng thời hai bộ phim cùng được chuyển thể từ một bộ truyện cũng là một thú vui đối với người hâm mộ.

## Tại Thái Lan và Philippines
Phim thần tượng Đài Loan cũng được ưa chuộng tại Thái Lan và Philippines, với sự hình thành nhiều cộng đồng người hâm mộ và một số nhóm hài giễu nhại (parody) lấy nguyên liệu từ các tác phẩm truyền hình đình đám VD như bộ phim Vườn sao băng và nhóm F4.

## Tại Việt Nam
Thời kì 2004 - 2008 chứng kiến sự bùng nổ của dòng phim thần tượng Đài Loan tại thị trường châu Á, kéo theo đó là sự phổ biến dòng nhạc tình cảm lãng mạn, dễ thương kiểu C-pop (đặc biệt là Mandopop). Trong đó, nhiều ca khúc nhạc phim của các bộ phim thần tượng đình đám, ăn khách cũng được fan hâm mộ yêu thích tương tự như vậy. Khá đông các ca sĩ Việt đã hướng theo, chạy theo phong cách trình diễn của nghệ sĩ Đài Loan. Ở Việt Nam thời gian này, tiêu biểu có Thu Thủy là nữ ca sĩ V-pop bị ảnh hưởng từ C-pop nhiều nhất.
Vào cuối năm 2010, báo Hoa Học Trò đã công bố danh sách 5 nhóm nhạc nam C-pop đình đám nhất thập niên 2000, tất cả đều đến từ Đài Loan. Đó là các nhóm nhạc: F4, 183 Club, 5566, Phi Luân Hải và Bổng Bổng Đường (Lollipop).
Ngoài ra, trong giai đoạn này còn có nhiều ca khúc nhạc Mandopop của Đài Loan được các ca sĩ nổi tiếng V-pop lúc bấy giờ hát lại hoặc phối lại bằng tiếng Việt như:
| STT | Tên gốc bài hát tiếng Hoa (bính âm + tiếng Việt)                                                     | Tên tiếng Anh                 | Người thể hiện                                     | Năm phát hành | Tên bài hát phiên bản Việt Nam |
| --- | --- | ----------------------------- | -------------------------------------------------- | ------------- | --- |
| 1   | 戀人未滿 Lian Ren Wei Man (Người yêu chưa trọn vẹn)                                                  | Not Yet Lovers                | S.H.E                                              | 2001          | Sao Đổi Ngôi - Đan Trường |
| 2   | 簡單愛 Jian Dan Ai (Tình Yêu Đơn Giản)                                                               | Simple Love                   | Châu Kiệt Luân                                     | 2001          | Khúc Hát Xót Xa (2005) - Johnny Trí Nguyễn (Minh Trí) - nhạc hải ngoại                                                                                                 |
| 3   | 米蘭的小鐵匠 Mi Lan De Xiao Tie Jiang (Thợ Rèn Bé Nhỏ Thành Milan)                                   | Little Blacksmith in Milan    | Châu Kiệt Luân                                     | 2002          | Em hãy xem lại chính mình - Nhóm La Thăng |
| 4   | 暗號 An Hao (Ám Hiệu)                                                                                | Secret Sign                   | Châu Kiệt Luân                                     | 2002          | Yêu Trong Chiều Mưa - Andy Quách (nhạc hải ngoại) |
| 5   | 絕不能失去你 Jue Bu Neng Shi Qu Ni                                                                   | Can't Lose You                | F4                                                 | 2002          | Can't Lose You - JustaTee |
| 6   | 癡心絕對 Chi Xin Yue Dui (Tuyệt Đối Chung Tình)                                                      |                               | Lý Thánh Kiệt                                      | 2002          | Chia Tay Cuối (2009) - Lưu Chí Vỹ (cựu thành viên nhóm nhạc AXN) ft. Minh Hằng                                                                                         |
| 7   | 黃昏 Huang Hun (Hoàng Hôn)                                                                           | Sunset                        | Châu Truyền Hùng                                   | 2003          | Phai Dấu Cuộc Tình - Quang Vinh |
| 8   | 東風破 Dong Feng Po (Gió Đông Thổi)                                                                  | East Wind Breaks              | Châu Kiệt Luân                                     | 2003          | Có lẽ em sẽ quên - Ưng Đại Vệ |
| 9   | 江南 Jiang Nan (Giang Nam)                                                                           | River South                   | Lâm Tuấn Kiệt                                      | 2004          | - Tuyết Yêu Thương - Young Uno - Giấc mơ một cuộc tình - Ưng Hoàng Phúc - Giấc mơ một cuộc tình - Andy Quách (nhạc hải ngoại)                                          |
| 10  | 忘了愛 Wang Le Ai (Đã Quên Tình) - Nhạc phim Thiên thần tuyết (雪天使 / Snow Angel)                  | Forgot Love                   | TORO (Quách Vĩ Quân) - Thành viên nhóm nhạc Energy | 2004          | Thiên Thần Tuyết - Vy Oanh |
| 11  | 茱羅記 Zhu Luo Ji (Romeo & Juliet)                                                                   | The Story Of Romeo And Juliet | S.H.E                                              | 2004          | Dù Anh Đã Xa - Thu Thủy |
| 12  | 他還是不懂 Ta Huan Shi Bu Dong (Anh ấy vẫn không hiểu)                                               | He Still Can't Understand     | S.H.E                                              | 2004          | Giấc mơ buồn như lá thu - Nhóm Thủy Tinh |
| 13  | 擱淺 Ge Qian (Mắc Cạn)                                                                               | Step Aside                    | Châu Kiệt Luân                                     | 2004          | Anh không thể tha thứ mình - Ưng Đại Vệ |
| 14  | 當你孤單你會想起誰 Dang Ni Gu Dan Ni Hui Xiang Qi Shui (Khi cô đơn em nhớ ai)                        | Who Will U Think Of           | Trương Đống Lương                                  | 2005          | Khi cô đơn em nhớ ai - Đan Trường |
| 15  | 不得不愛 Bu De Bu Ai (Không Thể Không Yêu)                                                           | Cannot Not Love               | Phan Vỹ Bá ft. Trương Huyền Tử                     | 2005          | Please Tell Me Why (2006) - Bảo Thy ft. Vương Khang |
| 16  | 不想長大 Bu Xiang Zhang Da (Không muốn trưởng thành)                                                 | Don't Wanna Grow Up           | S.H.E                                              | 2005          | - Trái Tim Vẫn Chờ - Vân Thảo ft. Tuyết Thanh (nhạc hải ngoại) - Em Không Tin Anh - Từ Minh Hy ft. Thụy Anh - Hương Tình Yêu - Khang Luân - Cuộc Tình Chết - Duy Khánh |
| 17  | 祝我生日快樂 Zhu Wo Sheng Ri Kuai Le (Chúc tôi sinh nhật vui vẻ)                                     | Wish Myself A Happy Birthday  | Ôn Lam ft. Châu Kiệt Luân                          | 2005          | Trái Tim Mong Manh - Bảo Thy |
| 18  | 夜曲 Ye Qu (Dạ Khúc)                                                                                 | Nocturne                      | Châu Kiệt Luân                                     | 2005          | - Dạ Khúc - Wanbi Tuấn Anh - Vỡ Tan - Tim ft. Minh Hằng |
| 19  | 髮如雪 Fa Ru Xue (Tóc Như Tuyết)                                                                     | Hair Like Snow                | Châu Kiệt Luân                                     | 2005          | Thiên Sứ Tình Yêu - Đan Trường |
| 20  | 櫻花草 Ying Hua Cao (Cỏ Anh Đào)                                                                     | Cherry Blossom Grass          | Sweety                                             | 2006          | Cỏ Anh Đào - Đại Nhân ft. Hòa Mi |
| 21  | 觸電 Chu Dian (Điện Giật)                                                                            | Electric Shock                | S.H.E                                              | 2006          | Tình Yêu Con Trai - Nhóm Thủy Tinh |
| 22  | 只對你有感覺 Zhi Dui Ni You Gan Jue (Chỉ có cảm giác đối với em) - Nhạc phim Nàng Juliet phương Đông | Only Have Feelings For You    | Phi Luân Hải ft. Điền Phức Chân (S.H.E)            | 2006          | - Dấu Yêu Ngày Nào (2009) - Quang Vinh ft. Mây Trắng - Cảm giác chỉ dành cho em - Khánh Phương ft. nhóm Honey                                                          |
| 23  | 一眼萬年 Yi Yan Wan Nian (Chớp mắt đã ngàn năm) - Nhạc phim Thiên ngoại phi tiên                     | A Vision of Eternity          | S.H.E                                              | 2006          | Lời xin lỗi anh cũng không nói được - Khánh Phương ft. Quỳnh Như |
| 24  | Ring Ring Ring                                                                                       |                               | S.H.E                                              | 2006          | Phone tình yêu - Nhóm Cỏ Mây |
| 25  | Goodbye My Love                                                                                      |                               | S.H.E                                              | 2006          | Nữ hoàng Băng Giá - Vy Oanh |
| 26  | 千里之外 Qian Li Zhi Wai (Thiên lý chi ngoại)                                                        | Faraway                       | Châu Kiệt Luân ft. Phí Ngọc Thanh                  | 2006          | Yêu trong cay đắng - Dương Tuấn Khanh (Tuấn Khanh HPV) |
| 27  | 菊花台 Ju Hua Tai (Đài Hoa Cúc) - Nhạc phim Hoàng Kim Giáp                                           | Chrysanthemum Terrace         | Châu Kiệt Luân                                     | 2006          | Vết Thương Lòng - Vương Khang |
| 28  | 紅模仿 Hong Mo Fang (Mô phỏng sự nổi tiếng)                                                          | Moulin Rouge                  | Châu Kiệt Luân                                     | 2006          | Tình Yêu Vội Vàng - Andy Quách (nhạc hải ngoại) |
| 29  | 夜的第七章 Ye De Di Qi Zhang (Chương Thứ Bảy Của Đêm)                                                | Chapter Seven                 | Châu Kiệt Luân                                     | 2006          | Viên Đạn Tình Yêu - Andy Quách (nhạc hải ngoại) |
| 30  | 愛的主旋律 Ai De Zhu Xuan Lu (Giai điệu chính của tình yêu)                                          | The Melody of Love            | Hoàng Hồng Thăng ft. Trác Văn Huyên                | 2007          | Vẫn tin mình có nhau (2008) - Quang Vinh ft. Bảo Thy |
| 31  | 你是我心内的一首歌 (Ni Shi Wo Xin Nei De Yi Shou Ge (Em là bài hát trong trái tim anh)               | You Are a Song in My Heart    | Vương Lực Hoành ft. Nhậm Gia Huyên (S.H.E)         | 2007          | Lòng Kiêu Hãnh - Weboys ft. Phạm Quỳnh Anh |
| 32  | 愛來過 Ai Lai Guo (Yêu Đến Qua) - Nhạc phim Sân bóng tình yêu                                        | Love Has Come                 | S.H.E                                              | 2007          | Yêu Phút Ban Đầu - Vy Oanh |
| 33  | 青花瓷 Qing Hua Ci (Sứ Thanh Hoa)                                                                    | Blue and White Porcelain      | Châu Kiệt Luân                                     | 2007          | - Mong Manh Tình Yêu - Bằng Cường ft. Nhật Kim Anh - Cảm xúc Ngọt Ngào (2009) - Khánh Phương                                                                           |

Ngoài ra còn một số ca sĩ V-pop khác cũng hát lại những ca khúc đình đám của dòng nhạc Mandopop Đài Loan thời kỳ này như:
| STT | Tên gốc bài hát tiếng Hoa (bính âm + tiếng Việt)                           | Tên tiếng Anh                 | Người thể hiện | Năm phát hành | Tên bài hát phiên bản Việt Nam                                         |
| --- | -------------------------------------------------------------------------- | ----------------------------- | -------------- | ------------- | ---------------------------------------------------------------------- |
| 1   | Super Star                                                                 |                               | S.H.E          | 2003          | Mơ tới một vì sao - Thiên Đăng                                         |
| 2   | 星光 Xing Guang (Ánh Sao) - Nhạc phim Vươn tới các vì sao                  | Star Light                    | S.H.E          | 2005          | - Nước Mắt Nam Nhi - Nhóm Huyền thoại - Vì sao em không tin - Lý Hoàng |
| 3   | 髮如雪 Fa Ru Xue (Tóc Như Tuyết)                                           | Hair Like Snow                | Châu Kiệt Luân | 2005          | Tóc Tựa Tuyết - Gia Hào                                                |
| 4   | 黑色毛衣 Hei Se Mao Yi (Chiếc Áo Len Đen)                                  | Black Sweater                 | Châu Kiệt Luân | 2005          | Dạ Khúc Buồn - Spyder (thành viên nhóm GnD)                            |
| 5   | 聽媽媽的話 Ting Ma Ma De Hua (Hãy Nghe Lời Mẹ)                             | Listen to Mom                 | Châu Kiệt Luân | 2006          | Ký ức tuổi thơ - Nhóm S.O.K                                            |
| 6   | 倫敦大橋垮下來 Lun Dun Da Qiao Kua Xia Lai (Chiếc cầu lớn Luân Đôn sụp đổ) | London Bridge Is Falling Down | S.H.E          | 2007          | Xì teen là thế - Phi Nga                                               |
| 7   | 我不配 Wo Bu Pei (Tôi Không Xứng)                                          | Not Good Enough for You       | Châu Kiệt Luân | 2007          | Góc Phố Nhỏ - Nhóm V.Style                                             |

### Cơn sốt trà sữa trân châu

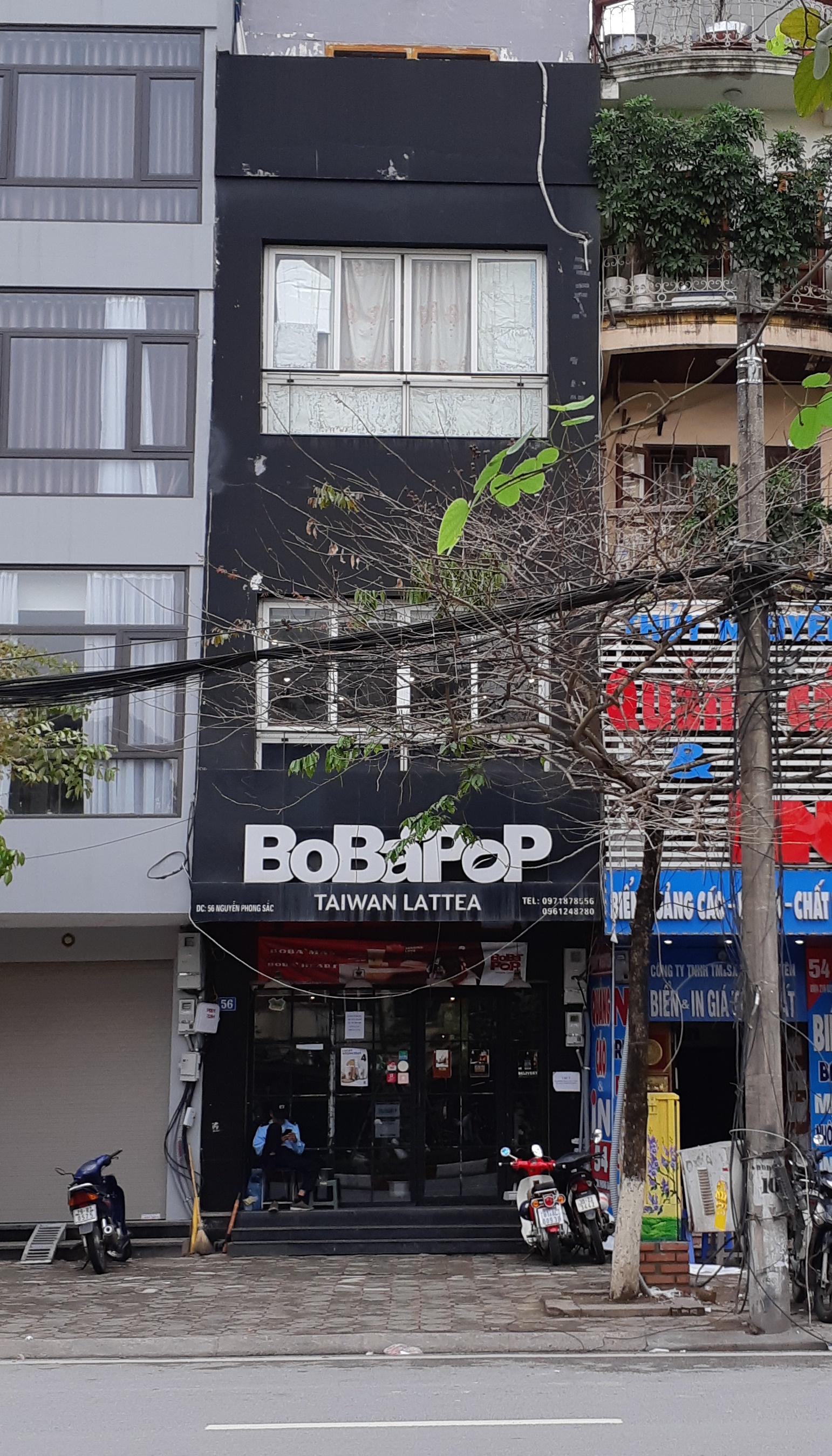
Một quán trà sữa BoBaPop ở quận Cầu Giấy, Hà Nội

Trà sữa của Đài Loan du nhập vào Việt Nam từ đầu những năm 2000 nhưng phải mất vài năm sau đó, thức uống này mới được giới trẻ ưa chuộng. Các quán nước ven đường, các xe đẩy hiếm khi nào vắng bóng những học sinh vừa cầm cốc trà sữa vừa vui vẻ nói chuyện. Nhưng bẵng đi một thời gian, trào lưu trà sữa dần hạ nhiệt. Nhiều cửa hàng phải thanh lý hoặc đóng cửa, số khác vẫn chật vật để tồn tại. Tất cả là vì thông tin trà không có nguồn gốc, trân châu làm từ nhựa polyme rộ lên vào khoảng cuối năm 2009.
Đến năm 2012, các thương hiệu Đài Loan đổ bộ vào Việt Nam, vẫn là món trà sữa ngày trước nhưng được phục vụ theo một phong cách hoàn toàn mới: trà sữa uống kèm topping, phát triển mô hình dạng chuỗi, không gian thiết kế bài bản không kém bất kỳ quán cà phê tên tuổi nào. Và ánh hào quang của trà sữa Đài Loan dần dần trở lại, đặc biệt vào khoảng cuối năm 2016 - đầu năm 2017.
Theo một khảo sát của Lozi, trong năm 2017, thị trường trà sữa Việt Nam chứng kiến sự bùng nổ với 100 thương hiệu lớn nhỏ cùng tồn tại và trên 1.500 điểm bán, trong đó có những thương hiệu lớn đến từ Đài Loan như Ding Tea (薡茶), Gong Cha (貢茶), BoBaPop, Tiên Hưởng (鮮饗茶),... Khảo sát này cũng cho thấy trà sữa đang trở thành loại đồ uống phổ biến tại Việt Nam khi 53% người được khẳng định uống trà sữa ít nhất 1 lần/tuần.
Xét trên khía cạnh người tiêu dùng, trà sữa đặc trưng bởi vị ngọt, béo ngậy, phù hợp với nhiều đối tượng khách hàng, không chỉ học sinh, sinh viên mà cả trẻ em, giới văn phòng đều yêu thích. Bên cạnh đó, trà sữa liên tục “biến hình” để đáp ứng mọi nhu cầu của khách hàng, từ những dòng trà kem cheese, trà hoa quả cho đến trà ít béo. Một điểm cộng nữa khiến trà sữa được ưa chuộng chính là phong cách phục vụ. Thay vì những hàng quán nhỏ, những xe đẩy cổng trường như trong quá khứ, trà sữa được thiết kế thành không gian rộng rãi, có chỗ ngồi cố định, có điều hòa mát lạnh...

## Tại Indonesia
Nhạc pop Hoa ngữ (đặc biệt là nhạc tiếng Quan thoại) từng đạt mức độ nổi tiếng đỉnh điểm ở Indonesia một thời gian dài trước khi làn sóng nhạc pop Hàn Quốc và Nhật Bản tràn qua. Văn hóa đại chúng Đài Loan đã từng là mốt thịnh hành tại Indonesia vào thời gian đầu và giữa những năm 2000, sau khi những điều luật có tuổi thọ hàng thập kỷ quy định việc nghiêm cấm truyền bá tiếng Hoa được bãi bỏ thông qua các cải cách của chính phủ.
Ở thủ đô Jakarta, các trung tâm thương mại như ITC Roxy Mas và ITC Mangga Dua là bến đỗ cho những người bán đĩa CD lậu của các ca sĩ Đài Loan và các đĩa phim lậu của Trung Quốc, Hồng Kông và Đài Loan. Ở đây có những cửa hàng bán đồ điện tử và điện thoại di động nơi khách hàng có thể ghé vào và hỏi mua chiếc điện thoại hãng Nokia có chứa các tập tin MP3 của những bài hát tiếng Hoa mới nhất.
Chẳng có gì lạ khi nghe thấy các ca khúc của Châu Kiệt Luân, Vương Lực Hoành, Thái Y Lâm, v.v... được phát ra trong khung cảnh mọi người đang đi bộ dọc hành lang ở các trung tâm mua sắm này. Người hâm mộ biết cách để có được những bản phát hành mới nhất của nhóm nhạc nam F4 nhờ những tiểu thương trên vỉa hè mà họ thân quen, hoặc tải nhạc MP3 thông qua các mạng chia sẻ ngang hàng và các trang blog trực tuyến.
Tuy nhiên khi các cô cậu thanh thiếu niên của thập niên 2000 lớn lên, họ đã chuyển hướng từ văn hóa đại chúng Đài Loan sang các lối rẽ khác, và do đó đỉnh điểm đã hạ nhiệt và thoái trào. Dù sao thì, một số đài phát thanh như Đài Chân trời FM 98,3 (tức 98.3 FM Radio Cakrawala, nay đổi tên thành "Đài tiếng Quan thoại FM 98,3") ở Jakarta vẫn tiếp tục phát những giai điệu nhạc Hoa kể từ quãng thời gian đó.

## Những nghệ sĩ tiêu biểu

### Nam ca sĩ/diễn viên
- Châu Du Dân (thành viên nhóm F4)
- Châu Kiệt Luân
- Chu Hiếu Thiên (thành viên nhóm F4)
- Đường Vũ Triết
- Gino (thành viên nhóm K One)
- Hà Nhuận Đông
- Hạ Quân Tường
- Hoàng Hồng Thăng
- Hồ Vũ Uy
- Kha Chấn Đông
- Khưu Trạch
- La Chí Tường
- Lâm Chí Dĩnh
- Lý Uy
- Minh Đạo (thành viên nhóm 183 Club)
- Ngao Khuyển (thành viên nhóm Lollipop)
- Ngô Kiến Hào (thành viên nhóm F4)
- Ngô Tôn (thành viên nhóm Phi Luân Hải)
- Ngôn Thừa Húc (thành viên nhóm F4)
- Nguyễn Kính Thiên
- Ôn Thăng Hào
- Phan Vỹ Bá
- Quách Phẩm Siêu
- Quách Vỹ Quân (thành viên nhóm Energy)
- Trần Bá Lâm
- Trịnh Nguyên Sướng
- Trương Đống Lương (người Malaysia)
- Trương Hiếu Toàn
- Uông Đông Thành (thành viên nhóm Phi Luân Hải)
- Viêm Á Luân (thành viên nhóm Phi Luân Hải)
- Vương Lực Hoành
- Vương Thiệu Vỹ (thành viên nhóm 183 Club và 5566)
- Vương Truyền Nhất
- Vương Tử (thành viên nhóm Lollipop và JPM)

### Nữ ca sĩ/diễn viên
- Dương Cẩn Hoa
- Dương Thừa Lâm
- Điền Phức Chân (thành viên nhóm S.H.E)
- Hứa Vỹ Luân
- Hứa Vỹ Ninh
- Lâm Tâm Như
- Lâm Y Thần
- Nha Đầu (thành viên nhóm Hey Girl)
- Quách Thái Khiết
- Quỷ Quỷ (thành viên nhóm Hey Girl)
- Tăng Chi Kiều (thành viên nhóm Sweety)
- Thái Y Lâm
- Tiểu Huân (thành viên nhóm Hey Girl)
- Trác Văn Huyên
- Trần Gia Hoa (thành viên nhóm S.H.E)
- Trần Kiều Ân (thành viên nhóm 7 Flowers)
- Trần Nghiên Hy
- Trần Ý Hàm
- Triệu Hồng Kiều (thành viên nhóm 7 Flowers)
- Trương Quân Ninh
- Trương Thiều Hàm
- Tùy Đường
- Từ Hy Viên
- Từ Nhược Tuyên
- Vương Tâm Lăng
- Yoo Ha-na (người Hàn Quốc)

### Nhóm nhạc thần tượng
- 183 Club
- 5566
- 7 Flowers (Thất Đóa Hoa)
- AK
- BY2 (người Singapore)
- Choc7 (Siêu Khắc Thất)
- Comic Boyz (Comic Tiểu Tử)
- Energy
- F4
- Hey Girl (Hắc Sáp Hội Mỹ Mi)
- JPM
- K One
- Lollipop (Bổng Bổng Đường)
- Nam Quyền Mama
- Phi Luân Hải
- S.H.E
- Sweety
- Typhoon (Đài Phong)
- VJ